# Hyperolius semidiscus
Hyperolius semidiscus är en groddjursart som beskrevs av Hewitt 1927. Hyperolius semidiscus ingår i släktet Hyperolius och familjen gräsgrodor. IUCN kategoriserar arten globalt som livskraftig. Inga underarter finns listade i Catalogue of Life.